# کوسه‌های لبه‌دار
کوسه‌های لبه‌دار (نام علمی: Chlamydoselachus) نام یک سرده از راسته شش‌کمان‌سانان است.